# 조선왕릉관리소 동부지구관리소
조선왕릉동부지구관리소는 2019년 1월 1일 출범한 궁능유적본부의 하부조직으로, 경기도 구리시 동구릉로 197에 위치하고 있다. 지구관리소장은 공업사무관·임업사무관·시설사무관·행정사무관 또는 학예연구관으로 보한다.

## 연혁
- 1955년 6월 8일: 구황실재산사무총국 소속으로 산림보호구 설치.[2]
- 1961년 10월 20일: 문화재관리국 소속 광릉·동구릉·금곡산림보호구로 개편.[3]
- 1964년 6월 16일: 광릉·동구릉·금곡산림보호구를 광릉·동구릉·금곡산림보호구사무소로 개편.[4]
- 1969년 11월 5일: 광릉·동구릉·금곡산림보호구사무소를 광릉·동구릉·금곡지구관리사무소로 개편.[5]
- 1974년 9월 14일: 사릉지구관리사무소 설치.[6]
- 1998년 2월 28일: 광릉·동구릉·금곡·사릉지구관리사무소를 광릉·동구릉·금곡·사릉지구관리소로 개편.[7]
- 1999년 5월 24일: 문화재청 소속으로 변경.[8]
- 2007년 3월 15일: 광릉·동구릉·금곡·사릉지구관리사무소를 광릉·동구릉·홍유릉·사릉관리소로 개편.[9]
- 2012년 9월 12일: 광릉·동구릉·홍유릉·사릉관리소를 동부지구관리소로 통합하고 조선왕릉관리소의 소속기관으로 편입.[10]
- 2019년 1월 1일: 궁능유적본부 출범, 조선왕릉동부지구관리소로 개편.[11]

## 관할구역 및 재산
- 경기도 구리시 인창동 동구릉과 부속재산
- 경기도 구리시 아천동 명빈김씨묘와 그 부속재산
- 경기도 남양주시 진접읍 부평리 광릉·휘경원과 그 부속재산
- 경기도 남양주시 진접읍 내각리 순강원과 그 부속재산 및 이태조 비석부지
- 경기도 남양주시 진접읍 장현리 영빈김씨묘와 그 부속재산
- 경기도 남양주시 금곡동 홍유릉과 그 부속재산
- 경기도 남양주시 진건읍 사릉리 사릉과 그 부속재산
- 경기도 남양주시 진건읍 송릉리 광해군묘, 성묘, 안빈묘와 그 부속재산

## 같이 보기
- 중부지구관리소
- 서부지구관리소